# Лажеду (Пернамбуку)
Лажеду (порт. Lajedo)  —  муниципалитет в Бразилии, входит в штат Пернамбуку. Составная часть мезорегиона Сельскохозяйственный район штата Пернамбуку. Находится в составе крупной городской агломерации . Входит в экономико-статистический  микрорегион Гараньюнс. Население составляет 53 347 человек. Занимает площадь 208,94 км². Плотность населения — 21 чел./км².
Праздник города — 19 мая.
География
Муниципалитет расположен на северо-востоке Бразилии. Рельеф преимущественно холмистый, климат — тропический, с выраженным сухим сезоном.
Экономика
Экономика Лажеду в значительной степени основана на сельском хозяйстве, животноводстве и мелкой промышленности. Среди сельскохозяйственных культур преобладают кукуруза, фасоль и маниока. Также развита торговля и сфера услуг.

## История
Город основан 24 декабря 1948 года. 